# Bedevaartskerk Maria in de Den
Maria in de Den (Duits: Maria in der Tanne) is een bedevaartskerk in het Zwarte Woud in de Duitse plaats Triberg (Baden-Württemberg). De kerk draagt het patrocinium van Maria-Hemelvaart en ligt aan de straat naar Schonach, vlak bij de watervallen van Triberg. Het eenvoudige kerkgebouw met een rijke barokke inrichting functioneert sinds de bouw van de nieuwe stadskerk in 1958 niet meer als de parochiekerk van Triberg, maar wordt tegenwoordig voor bedevaarten, huwelijken en speciale erediensten gebruikt.

## Geschiedenis van de bedevaart

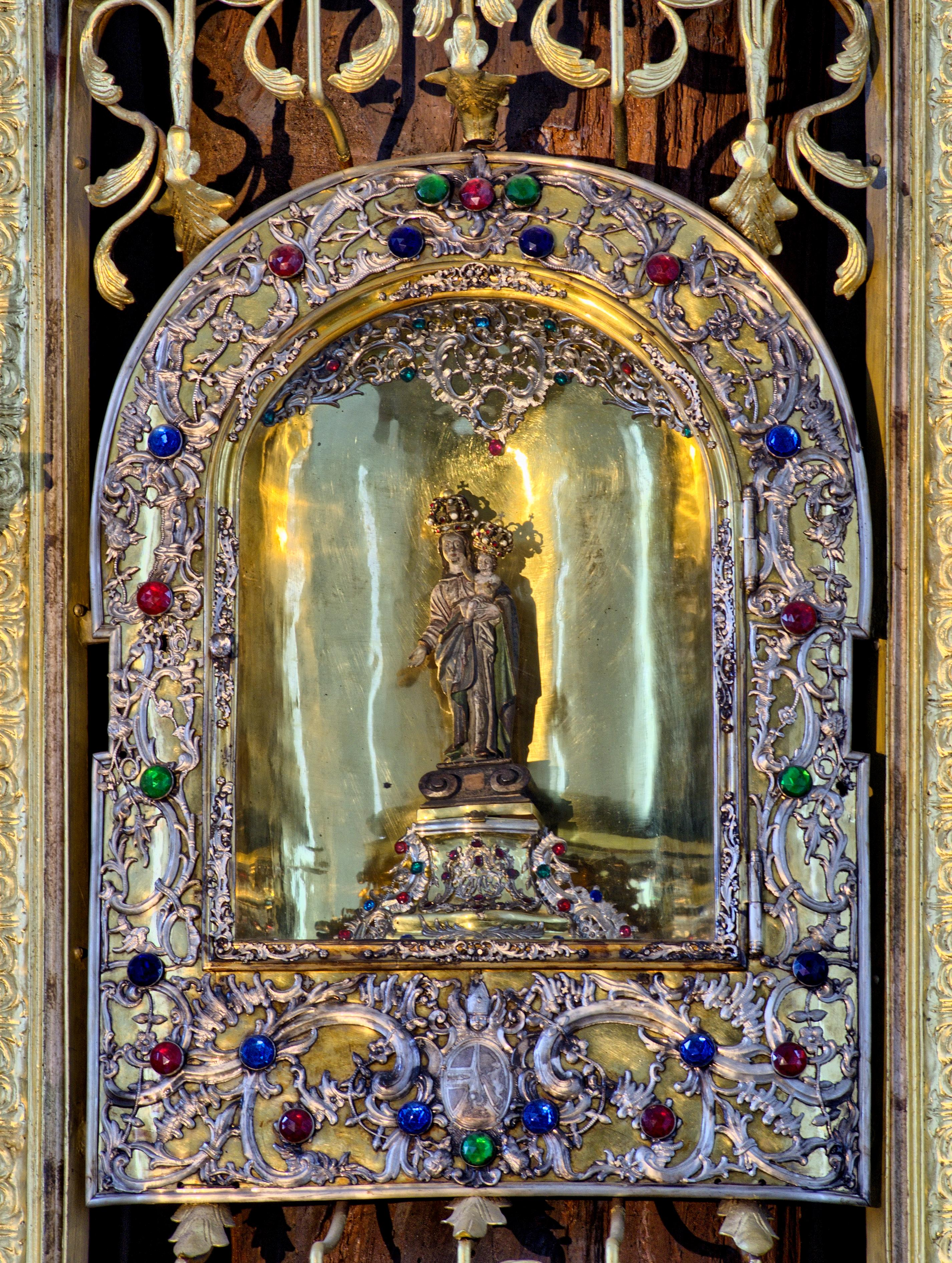
Het genadebeeld Maria in de den, achter het hout van de den

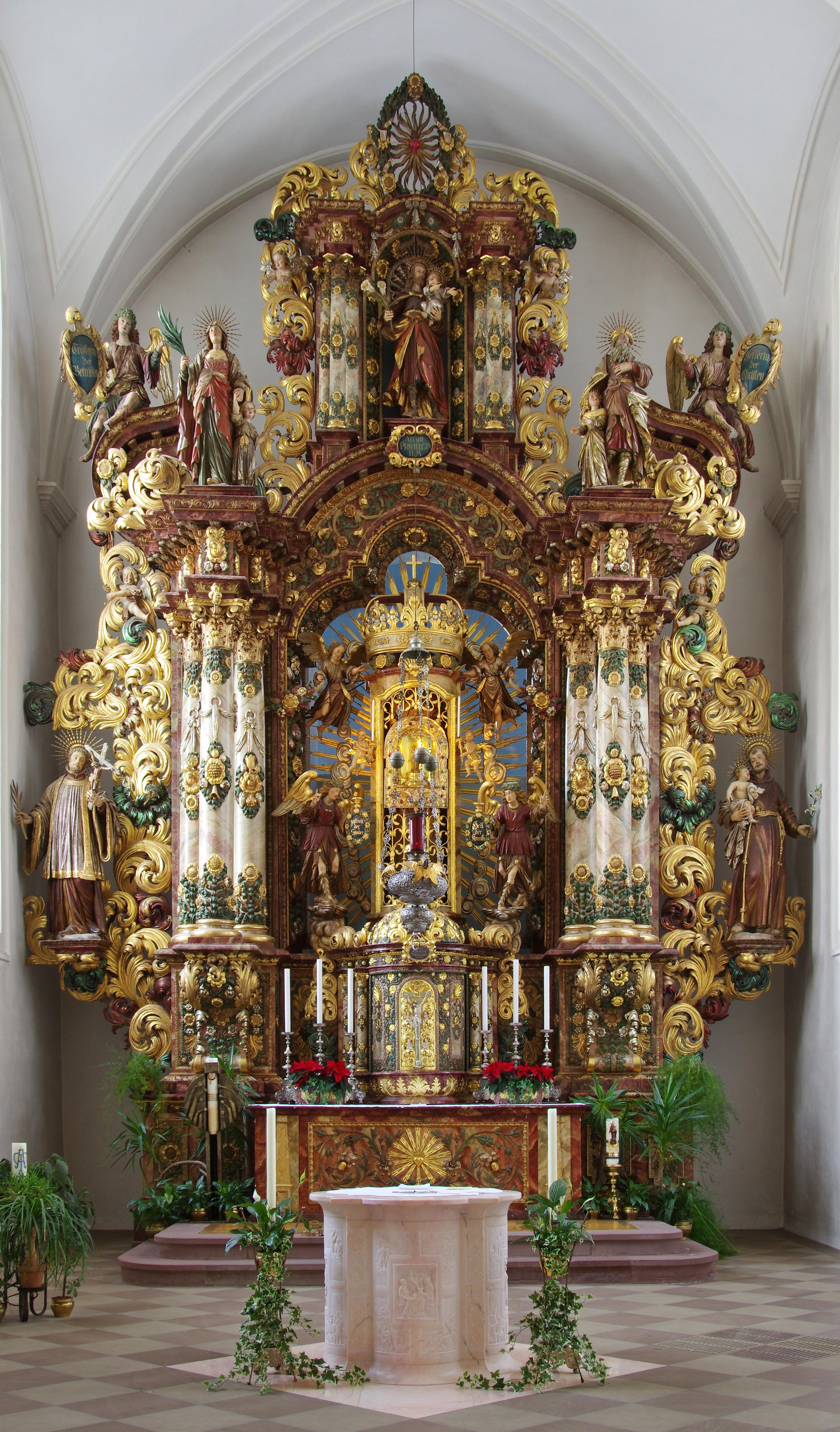
Hoogaltaar

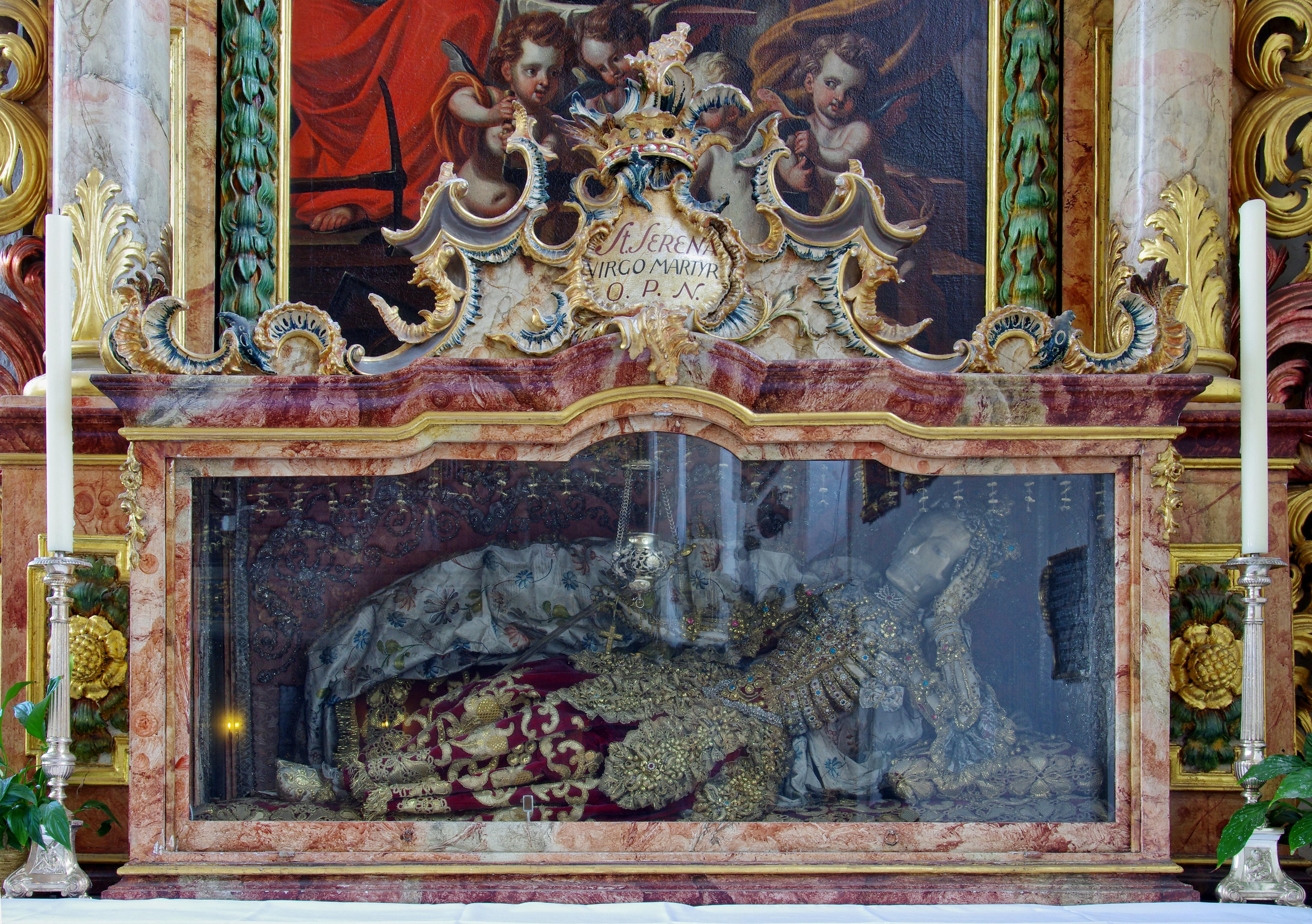
Schrijn Sint-Serena

De geschiedenis van de bedevaart gaat terug op de genezing van de 7-jarige Barbara Franz, die werd opgetekend door J.B. Degen in 1706. Destijds stond hier bij een uit de rots ontspringende bron een grote den. Aan deze den had men een geschilderde afbeelding van de Onbevlekte Ontvangenis op een stuk perkament gehecht. Toen op een dag Barbara Franz met haar moeder Anna Franz-Kienzler over het smalle pad naar Schonach de den voorbij liep, vonden zij op de grond de afbeelding van de Onbevlekte Ontvangenis. Barbara pakte de afbeelding op en nam het mee naar huis, waar zij het een plaats gaf in het huisaltaar. Drie dagen later echter kreeg Barbara een ernstige oogaandoening; zo ernstig dat er een risico op blindheid bestond. Terwijl medicijnen niets meer hielpen, restte de beide ouders niets anders meer dan hoop en gebed. In haar slaap droomde Barbara van een stem, die haar volledige genezing beloofde als zij de gevonden afbeelding terugbracht naar de boom bij de bron. Daarin zagen beide ouders een goddelijk teken en gingen met Barbara naar de den, waar zij de Maria-afbeelding op de oorspronkelijke plek terug hingen. Na het opzeggen van een gebed en het wassen van Barbara's ogen met het water uit de bron, begon de aandoening vrijwel onmiddellijk te genezen. Al na twee dagen was Barbara weer volledig gezond.
Op deze eerste genezing volgde in het jaar daarop (1645) de genezing van Friedrich Schwab. Uit dank maakte hij een 18 centimeter groot Mariabeeld van lindenhout en gaf het een plaats in de den. In de daaropvolgende jaren werden er meer genezingen gemeld. maar de plaats raakte daarna in de vergetelheid totdat in 1692 drie soldaten onderweg van Triberg naar Schonach een lofzang meenden te horen en zij vernamen dat eerder een inwoner van Triberg hetzelfde had beleefd en er een Mariabeeld moest staan. De soldaten gingen terug naar de plaats en vonden daar het overwoekerde beeld in de den. Ze verwijderden het groen en brachten een afdak aan met het inschrift Heilige Maria, patrones van de soldaten, bid voor ons. Opnieuw leefde de bedevaart op toen Gabriel Maurer werd genezen van zijn pijn in de ledematen. Maurer ging op krukken naar het beeld en beloofde daar dat hij zou toetreden tot de Orde van de Kapucijnen indien hij werd genezen. Op de terugweg bleef hij even uitrusten en na even te hebben geslapen bleek dat hij zonder krukken weer naar huis kon lopen. Maurer kwam zijn belofte na en leefde vanaf 1697 35 jaar lang in het nog altijd bestaande vakwerkhuisje bij de in 1695 opgerichte houten kapel.

## De geschiedenis van de kerk
Van de wonderbaarlijke genezing van Gabriel Maurer werd voor een bisschoppelijke commissie in 1696 een getuigenis afgelegd. Men wilde op de plaats graag een kerk bouwen, maar dit voornemen stuitte aanvankelijk op weerstand bij het ordinariaat in Konstanz. Pas na een officieel onderzoek door een bisschoppelijke commissie werd in 1697 een bouwvergunning verleend en daarmee de bedevaart officieel erkend. De kapel werd snel gebouwd en daarvoor moest op een aanwijzing van het Ordinariaat van 23 oktober 1697 de den worden gekapt. Op 21 november 1697 werd de kerk met de eerste heilige mis ingewijd.
De stroom pelgrims groeide aanzienlijk en al in 1698 werd er toestemming gegeven voor de bouw van een grotere kerk, waarmee in 1699 werd begonnen. Een zandstenen fries uit de romaanse periode is een aanwijzing dat voor de bouw van de nieuwe kerk het materiaal gebruikt werd van het oude vervallen Sint-Jorisklooster. Toren en kerkschip kwamen al in 1700 gereed, later, na afbraak van de oude kapel, werden het koor en de sacristie toegevoegd. Op 21 november 1705 werd de eerste heilige mis in de nieuwe kerk gevierd. De plechtige wijding van het kerkgebouw vond op 28 april 1716 plaats door de wijbisschop Ferdinand Geist von Wildegg van het toenmalige bisdom Konstanz.
Tijdens de hervormingen onder keizer Jozef II werd de bedevaarten verboden, maar voor de kerk in Triberg gold een uitzondering, al werden religieuze gebruiken wel aan banden gelegd. Een tekort aan priesters deed echter de pelgrimstochten afnemen. Totdat de Tweede Wereldoorlog definitief een einde maakte aan de pelgrimstraditie, beleefde de bedevaart na 1911 nog een tijdelijke heropleving. Op 23 april 1945 werd de kerk bij het opblazen van de straat beschadigd. Tot 1953 werd er gewerkt aan het herstel van de schade en de restauratie van de kerk. Met de voltooiing van de bouw van een nieuwe kerk in 1959 werd de Maria-Hemelvaartkerk niet langer als parochiekerk gebruikt.

## Inrichting
De architectuur van de kerk is eenvoudig, maar des te pronkvoller is de inrichting, die vrijwel geheel door Joseph Anton Schupp uit Villingen werd vervaardigd.
Het hoogaltaar dat in 1705 werd opgesteld heeft de vorm van een monstrans en als centraal element het genadebeeld in een gouden nis. Achter het genadebeeld staat de boomstam waarin het genadebeeld in 1645 werd geplaatst. Het centrale deel wordt geflankeerd door drie gebundelde zuilen, die het bovendeel van het altaar dragen. Op deze zuilen staan links Anna met Johannes de Doper als kind, in het midden Jozef met het Jezuskind en rechts Joachim met zijn dochter Maria. Naast de zuilen bevinden zich de beelden van de heiligen Franciscus Xaverius (links) en Antonius van Padua (rechts). Het zilveren antependium is de meest waardevolle votiefgave van de bedevaart; het werd geschonken door de markgravin Francisca van Baden-Baden en in Augsburg gemaakt.
De beide zijaltaren werden net als het hoogaltaar door Schupp gemaakt en kregen in 1703 een plaats in de kerk. Het linker is aan Sint-Jozef gewijd. Het altaar schilderij geeft de Heilige Maagd weer die de karmeliet Simon Stock het scapulier overhandigt. Het rechter zijaltaar is aan de heilige Anna gewijd; het schilderij toont de Heilige Familie met een engel die wijst naar God de Vader. Onderdeel van het Anna-altaar vormt ook de reliekschrijn van de heilige Serena. Op feestdagen is de schrijn in geopende toestand.
Imposant is eveneens de kruisingsgroep in de koorboog. De kansel dateert uit 1705. Op het weelderige klankbord staat Jezus, daaronder de beelden van de evangelisten samen met Petrus en Paulus. Tussen de zuiltjes van de kanselkuip staan de beelden van de vier Latijnse kerkvaders.
Het doopvont kreeg pas in 1814 een plaats, nadat de kerk in 1808 een parochiekerk werd. Het stamt nog uit de oude parochiekerk die in het begin van de 19e eeuw gesloopt werd. Aan de hand van de wapens op het doopvont wordt het gedateerd op 1620.
Op de linkerkant van de kerk bevindt zich het votiefschilderij van Villingen. Tijdens een belegering van de stad in 1704 beloofden de burgers een schilderij te schenken, vermits de stad verder geen schade opliep. De belofte werd ingelost en het schilderij werd net als de schilderijen van de zijaltaren gemaakt door J. G. Glückher uit Rottweil en in 1714 te voet van Villingen naar Triberg gebracht.
Al sinds 1707 bevindt zich in de kerk een orgel. Het huidige orgel werd door de orgelbouwer Willi Dold uit Freiburg gebouwd en op 27 maart 1938 ingewijd.

## Afbeeldingen

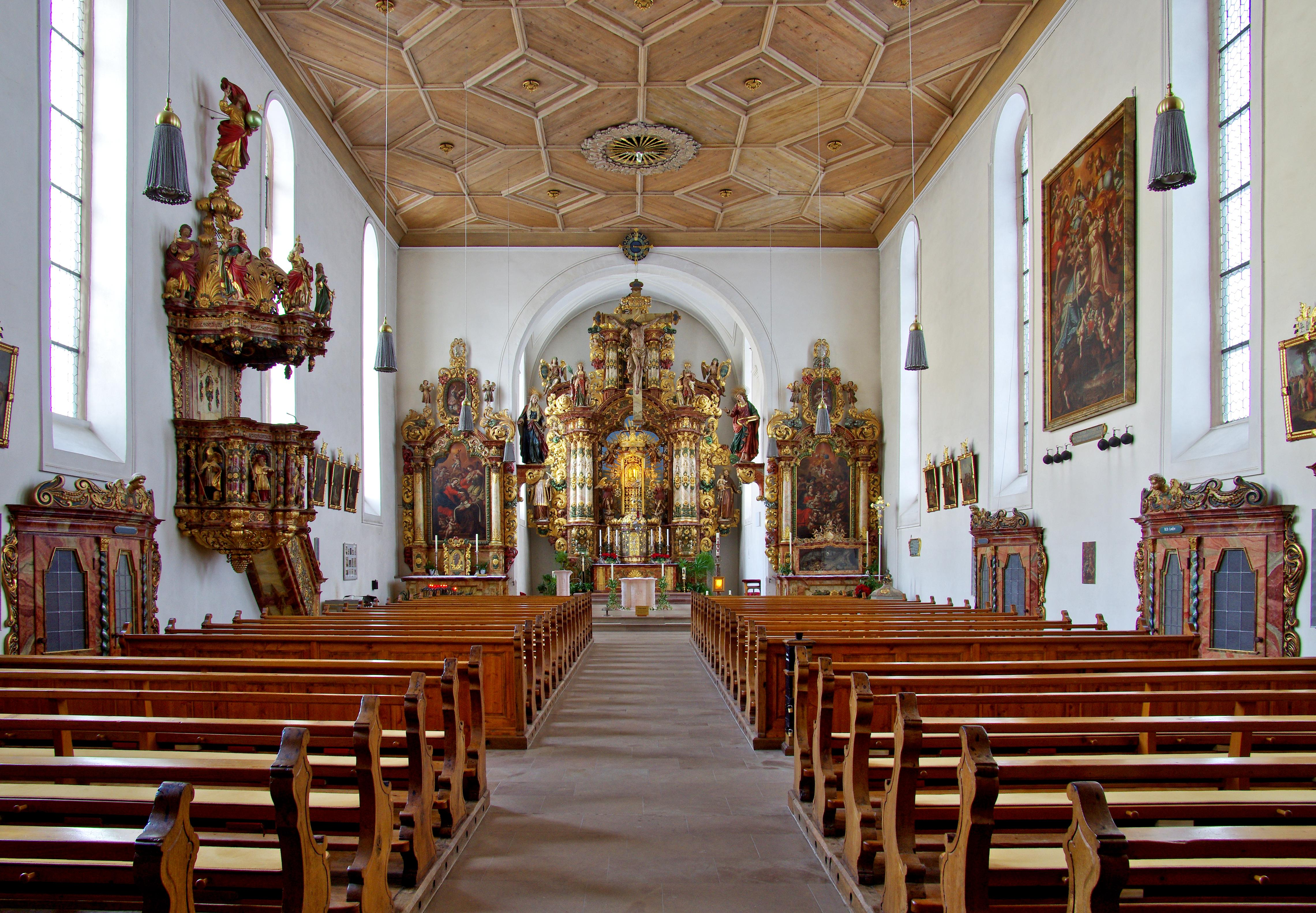
Overzicht interieur
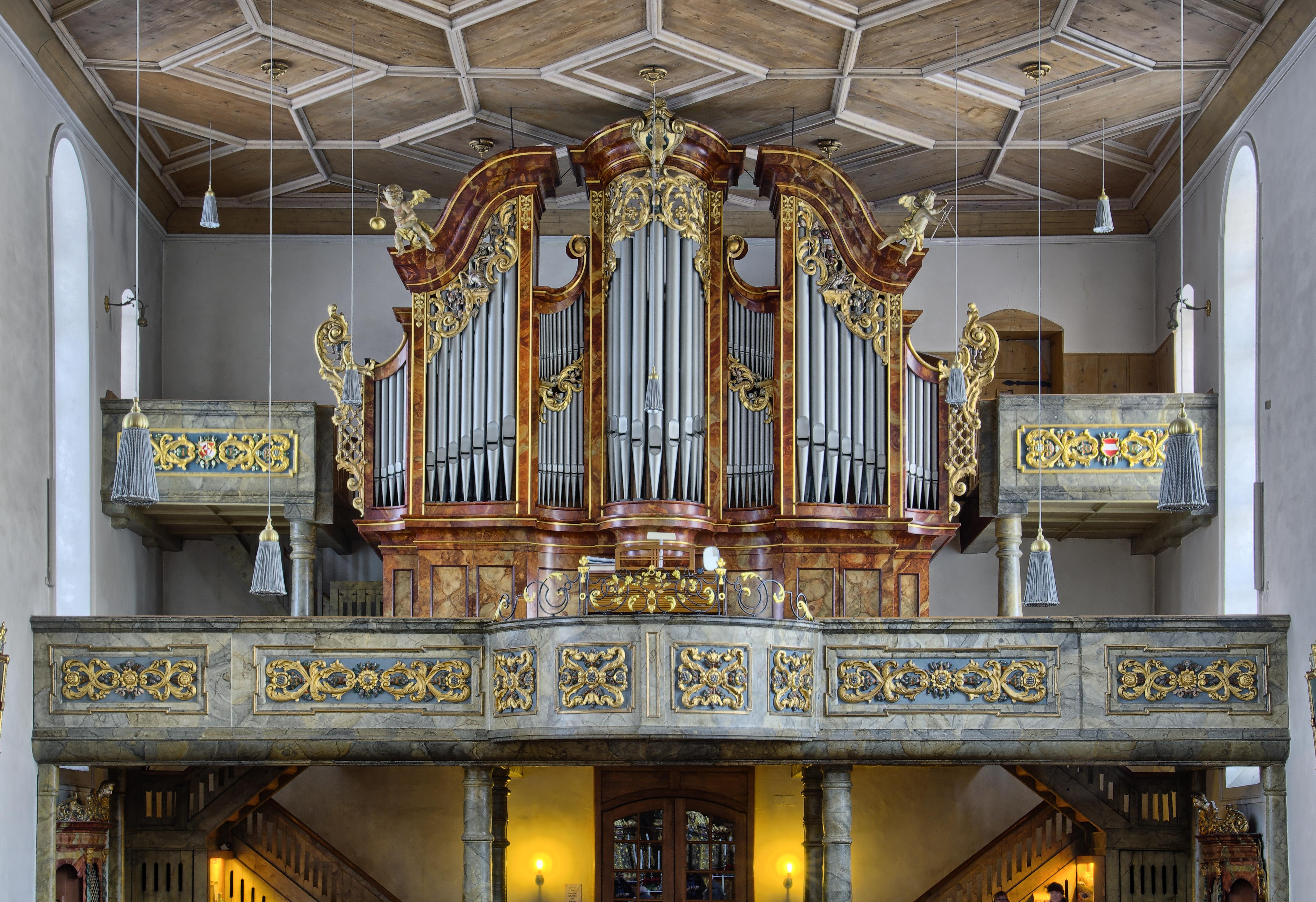
Orgel
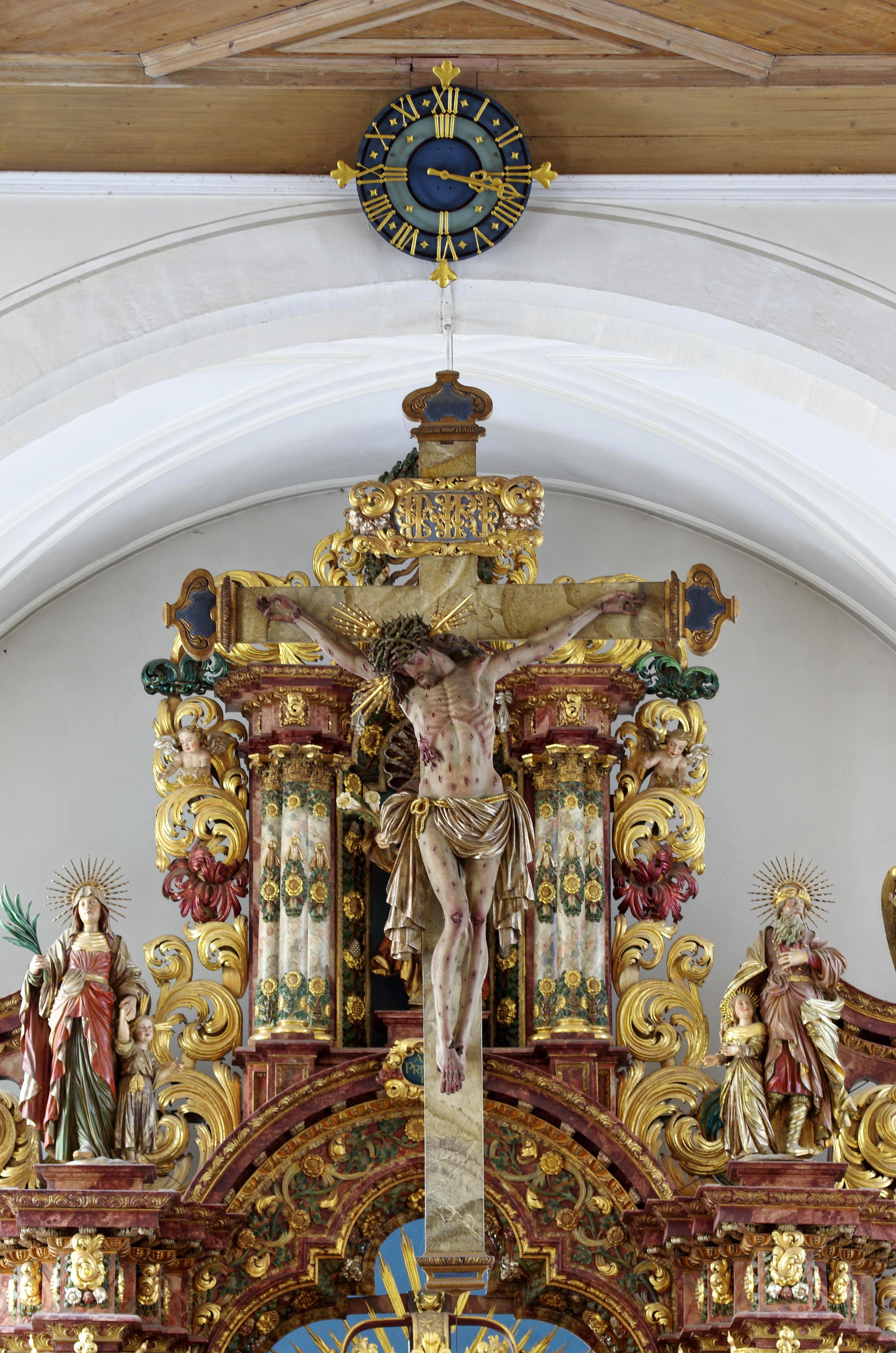
Triomfkruis
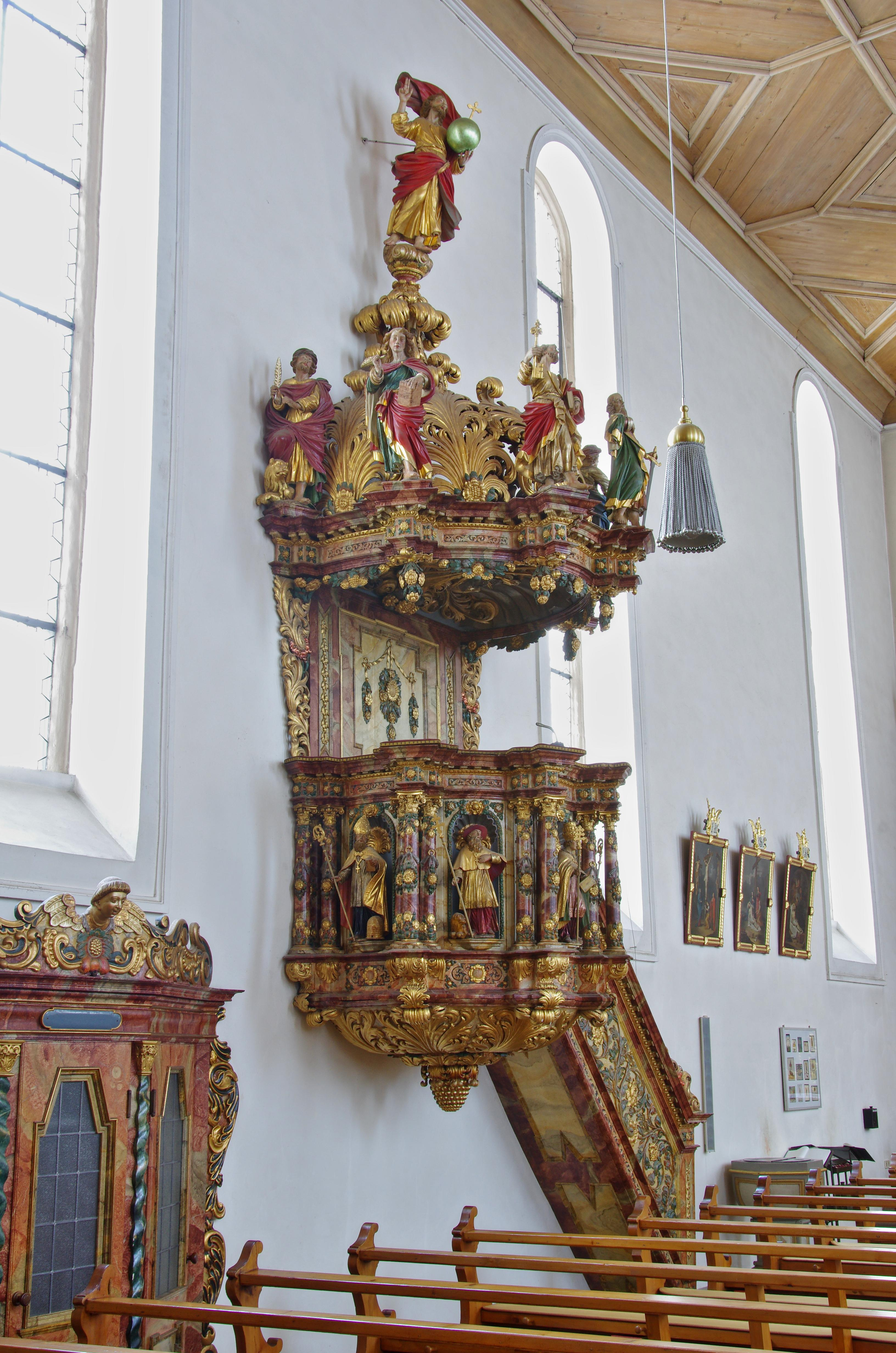
Kansel
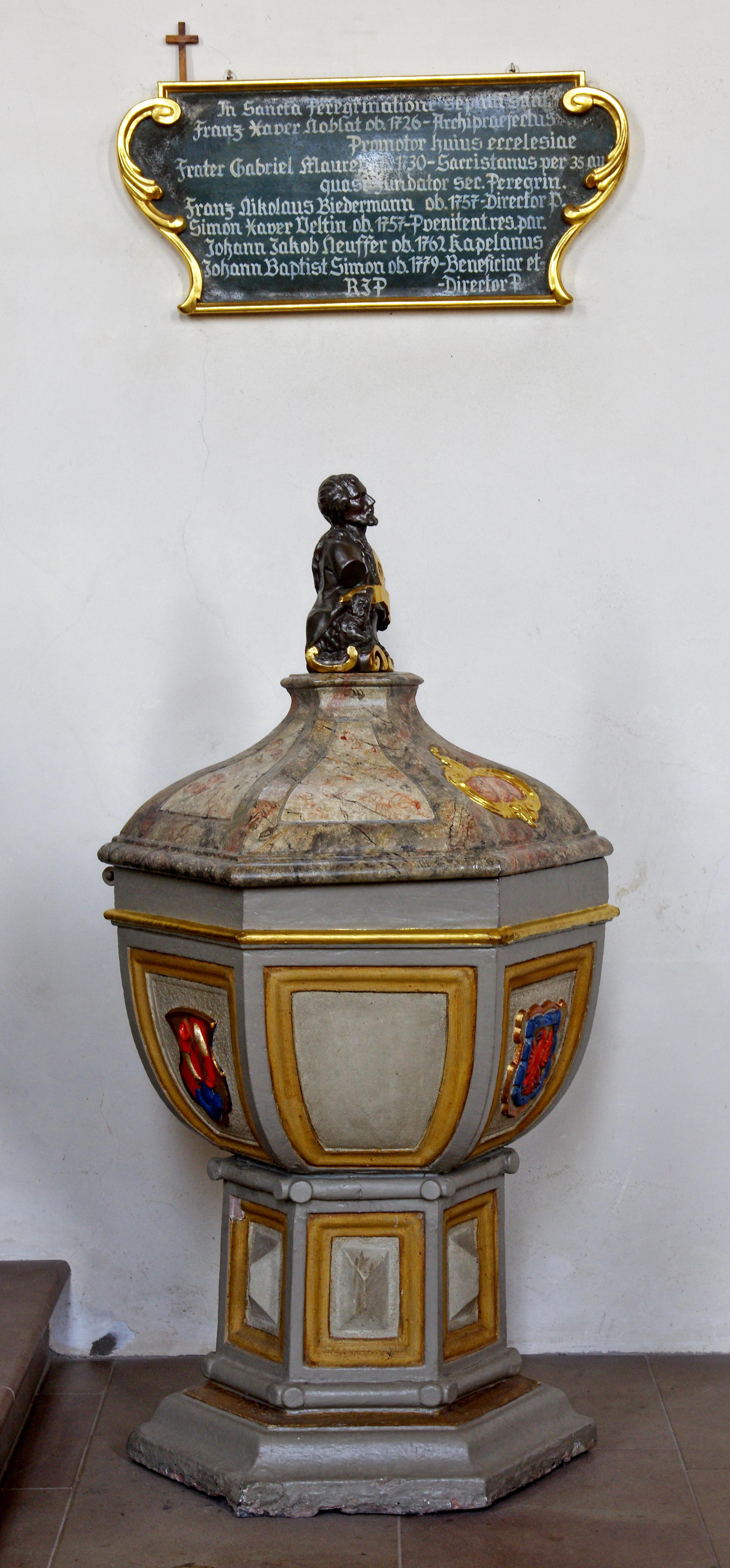
Doopvont